# Ратина (Бјела)
Ратина је насеље у Италији у округу Бијела, региону Пијемонт.
Према процени из 2011. у насељу је живело 108 становника. Насеље се налази на надморској висини од 302 м.